# Песчанлаг
Песчанлаг — песчаный лагерь (Особый лагерь № 8, Особлаг № 8, позднее Песчаный ИТЛ) с центром в г. Караганде, Казахстан.

## История
Песчаный лагерь, Песчанлаг (адрес «п/я ЖЮ-419»), особый лагерь для политзаключённых был организован 05.09.1949 на базе лагеря военнопленных № 99. Закрыт 24 августа 1955.
Максимальное число заключённых приводится на 1 января 1952 г. — 39 тысяч 612 человек. О соотношении «особого контингента» (осуждённых по политической 58 статье УК) и так называемого «общего контингента» (осуждённых по другим статьям УК) можно судить по данным на 1954 г. — на 23 160 политических заключённых приходилось 442 «бытовика».
В Песчанлаг 17.11.1950 переданы все действующие и строящиеся лагерные отделения Лугового лагеря и Экибастузское отделение Степного лагеря, ставшее 6-м лаготделением Песчанлага. 4 января 1951 г. в состав Песчанлага включены отдельные лагпункты (ОЛП) № 1 и 2 Отдела исправительно-трудовых колоний Управления МВД по Карагандинской области. 24 апреля 1952 г. на базе Экибастузского (6-го) лаготделения организован 11-й особый лагерь, Дальлаг.
В отделении Песчанлага, Чурбай-нуре, в женском лагпункте действовал театр, художественным руководителем которого была Герда Мурре — певица, примадонна Таллиннского театра «Эстония». Драму вела Марина Лебедева — дочь известного в то время актера из Малого театра. Были и два художника: Керти Ноорт — финка, и Оля Пшенорская из Львова; Лида Музалевская — заведующая костюмерной; виртуозная акробатка Жанна Анупанова — звезда эстрадных программ.

## Структура
5-е лаготделение Майкудук (ныне район Караганды)
6-е лаготделение Экибастуз с 17 ноября 1950 по 24 апреля 1952 гг.
8-е лаготделение Караганда
№ ? лаготделение Чурбай-Нура
ОЛП-20
№ ? лаготделение Карабас.

## Выполняемые работы
Работы на шахтах Карагандинского и Экибастузского угольных бассейнов и на других предприятиях и строительствах Главкарагандашахтостроя (Карагандашахтостроя) и комбинате «Карагандауголь» Министерства угольной промышленности СССР, в том числе:
- шахта № 20
- Деревообделочный комбинат
- кирпичные заводы № 5 и 7 треста «Ленинуголь»
- шахта № 3 треста «Кировуголь»
- шахты № 107, 108 «Дубовка» «Сараньшахтостроя»
- шахты № 2, 4
- каменный карьер «Долинскшахтостроя»
- шахта № 64
- каменный карьер «Молотовугля»
- шахта № 23
- строительство и обслуживание кирпичных заводов № 3-5
- каменный карьер и Белоглинищенский завод треста «Карагандастройматериалы».
- шахта № 1-Вертикальная
- строительство обогатительной фабрики шахты № 105
- строительство экибастузских угольных разрезов с 17.11.50 по 24.04.52
- строительство мясокомбината
- строительство Карагандинского пивного завода[2]
- строительство объектов соцкультбыта
- жилищное строительство (в том числе — жилого дома обкома КПСС, инвалидного дома) .

## Начальники
- Борисов П. А., полковник, с 05.09.1949 по 14.01.1952, оставался одновременно начальником лагеря для военнопленных № 99.
- Сергиенко В. Т., генерал-лейтенант, с 14.01.1952 по 21.05.1954, уволен из органов МВД «по фактам, дискредитирующим звание начсостава МВД».
- Звонов М. П., полковник, с 04.09.1954 по 24.08.1955.